# Lotta Henttala
Lotta Pauliina Henttala, nata Lepistö (Noormarkku, 28 giugno 1989), è un'ex ciclista su strada finlandese. Più volte campionessa nazionale Elite sia in linea che a cronometro, ha vinto la medaglia di bronzo nella prova in linea ai campionati del mondo 2016 a Doha.

## Palmarès
- 2006 (Juniores)

Campionati finlandesi, Prova in linea Juniores
- 2012 (una vittoria)

Campionati finlandesi, Prova in linea
- 2013 (tre vittorie)

1ª tappa Naisten Etappiajo
2ª tappa Naisten Etappiajo
Campionati finlandesi, Prova in linea
- 2014 (Bigla Pro Cycling Team, due vittorie)

Campionati finlandesi, Prova in linea
Campionati finlandesi, Prova a cronometro
- 2015 (Bigla Pro Cycling Team, tre vittorie)

Campionati finlandesi, Prova in linea
Campionati finlandesi, Prova a cronometro
4ª tappa Thüringen Rundfahrt (Zeulenroda > Zeulenroda)
- 2016 (Cervélo-Bigla Pro Cycling Team, cinque vittorie)

Prologo Emakumeen Euskal Bira (Iurreta, cronometro)
1ª tappa Festival Elsy Jacobs (Steinfort > Steinfort)
Grand Prix Cham-Hagendorn
5ª tappa The Women's Tour (Northampton > Kettering)
Campionati finlandesi, Prova a cronometro
Campionati finlandesi, Prova in linea
- 2017 (Cervélo-Bigla Pro Cycling Team, sei vittorie)

Dwars door Vlaanderen
Gand-Wevelgem
Campionati finlandesi, Prova a cronometro
Campionati finlandesi, Prova in linea
6ª tappa Giro d'Italia (Roseto degli Abruzzi > Roseto degli Abruzzi)
Vårgårda UCI Women's WorldTour
- 2018 (Cervélo-Bigla Pro Cycling Team, quattro vittorie)

5ª tappa The Women's Tour (Dolgellau > Colwyn Bay)
Campionati finlandesi, Prova a cronometro
Campionati finlandesi, Prova in linea
Prologo Premondiale Giro della Toscana (Campi Bisenzio > Campi Bisenzio, cronometro)
- 2019 (Trek-Segafredo, tre vittorie)

2ª tappa Setmana Ciclista Valenciana (Borriol > Vila-real)
4ª tappa Setmana Ciclista Valenciana (Valencia > Sagunto)
1ª tappa Healthy Ageing Tour (Borkum > Borkum)
- 2024 (EF Education-Cannondale, una vittoria)

1ª tappa Vuelta a Burgos (Villagonzalo Pedernales > Burgos)

### Altri successi
- 2015 (Bigla Pro Cycling Team)

Classifica a punti Auensteiner-Radsporttage

## Piazzamenti

### Grandi Giri
- Giro d'Italia

2017: 65ª
2018: 55ª
- Tour de France

2023: squalificata (6ª tappa)
2024: 97ª

### Competizioni mondiali
- Campionati del mondo

Toscana 2013 - In linea Elite: ritirata
Ponferrada 2014 - Cronosquadre: 7ª
Ponferrada 2014 - Cronometro Elite: 28ª
Ponferrada 2014 - In linea Elite: ritirata
Richmond 2015 - Cronometro Elite: 32ª
Richmond 2015 - In linea Elite: 40ª
Doha 2016 - Cronosquadre: 3ª
Doha 2016 - Cronometro Elite: 11ª
Doha 2016 - In linea Elite: 3ª
Bergen 2017 - Cronosquadre: 3ª
Bergen 2017 - Cronometro Elite: 20ª
Bergen 2017 - In linea Elite: ritirata
Innsbruck 2018 - Cronometro Elite: 26ª
Innsbruck 2018 - In linea Elite: ritirata
Glasgow 2023 - Cronometro Elite: 53ª
- Giochi olimpici

Rio de Janeiro 2016 - In linea: 51ª
Rio de Janeiro 2016 - Cronometro: 17ª

### Competizioni europee
- Campionati europei

Sofia 2007 - In linea Juniores: 73ª
Hooglede-Gits 2009 - Cronometro Under-23: 39ª
Herning 2017 - In linea Elite: 8ª
Herning 2017 - Cronometro Elite: 12ª
Glasgow 2018 - In linea Elite: ritirata
Glasgow 2018 - Cronometro Elite: 10ª